# Калеє (Великопольське воєводство)
Калеє (пол. Kaleje, нім. Karlsruh) — село в Польщі, у гміні Сьрем Сьремського повіту Великопольського воєводства.
Населення — 182 особи (2011).
У 1975-1998 роках село належало до Познанського воєводства.

## Демографія
Демографічна структура станом на 31 березня 2011 року:
|          | Загалом | Допрацездатний вік | Працездатний вік | Постпрацездатний вік |
| -------- | ------- | ------------------ | ---------------- | -------------------- |
| Чоловіки | 97      | 14                 | 73               | 10                   |
| Жінки    | 85      | 24                 | 51               | 10                   |
| Разом    | 182     | 38                 | 124              | 20                   |